# Músculo cuadrado femoral
El cuadrado femoral ([TA]: musculus quadratus femoris) es un músculo del miembro inferior en la parte posterior de la articulación de la cadera. Es aplanado y tiene forma de cuadrilátero. Se origina en el borde externo de la tuberosidad isquiática, por fuera, baja y se inserta en una línea del borde posterior del trocánter mayor. Lo inerva el plexo sacro, a través del nervio del cuadrado femoral. Su acción es la de rotación externa del fémur, es decir, rotar la pierna hacia afuera.
Es el más inferior de los músculos del plano profundo de la región glútea, lo cubre el glúteo mayor y lo cruzan los nervios ciático y cutáneo femoral posterior.